# Myrmotherula unicolor
A Myrmotherula unicolor a madarak osztályának verébalakúak (Passeriformes) rendjébe és a hangyászmadárfélék (Thamnophilidae) családjába tartozó faj.

## Rendszerezése
A fajt Édouard Ménétries francia ornitológus írta le 1835-ben, a Myrmothera nembe Myrmothera unicolor néven. Egyes szervezetek a Myrmopagis nembe sorolják Myrmopagis unicolor néven.

## Előfordulása
Brazília délkeleti részén az Atlanti-óceán partvidékén honos. Természetes élőhelyei a szubtrópusi vagy trópusi síkvidéki esőerdők, lombhullató erdők és szavannák. Állandó, nem vonuló faj.

## Megjelenése
Testhossza 10 centiméter.

## Életmódja
Valószínűleg ízeltlábúakkal táplálkozik.

## Természetvédelmi helyzete
Az elterjedési területe kicsi és az élőhelyének elvesztése miatt, még ez is csökken, ezáltal egyedszáma is csökken. A Természetvédelmi Világszövetség Vörös listáján mérsékelten fenyegetett fajként szerepel.